# Де Бук, Глен
Глен Де Бук (нидерл. Glen De Boeck; 22 августа 1971, Бом) — бельгийский футболист и футбольный тренер. Выступал на позиции защитника. Трёхкратный чемпион Бельгии в составе «Андерлехта».

## Клубная карьера
Профессиональную карьеру Де Бук начал в клубе «Бом», в основной команде которого он дебютировал в 1990 году. В 1992 году он перешёл в «Мехелен», а затем в 1995 году в один из сильнейших бельгийских клубов «Андерлехт». В «Андерлехте» Де Бук провёл всю свою оставшуюся карьеру, которую завершил в 2005 году. В составе «Андерлехта» Де Бук трижды становился чемпионом Бельгии и завоевал два Суперкубка страны.

## Карьера в сборной
В составе национальной сборной Де Бук дебютировал 6 октября 1993 года в товарищеском матче со сборной Габона. Всего провёл за сборную 36 матчей, в которых забил 1 гол. Принимал участие в чемпионатах мира 1998 и 2002 годов.

## Тренерская карьера
После окончания карьеры футболиста Де Бук стал работать помощником тренера в «Андерлехте». Проработав помощником два года, он ушёл на самостоятельную работу, став главным тренером в клубе «Серкль Брюгге». После «Серкль Брюгге», в котором он работал три года, он тренировал ряд средних бельгийских и нидерландских клубов, нигде ни задерживаясь дольше, чем на один год. В ноябре 2017 года возглавил клуб «Кортрейк».

## Достижения
Андерлехт
- Чемпион Бельгии: 1999/2000, 2000/01, 2003/04
- Обладатель Суперкубка Бельгии: 2000, 2001